# Борьба без оружия
«Борьба без оружия» (яп. 武器なき斗い: буки наки татакаи; англ. The War without Weapons) — японский фильм-драма, поставленный одним из виднейших деятелей «независимого» японского кино — режиссёром Сацуо Ямамото в 1960 году — по роману Кацуми Нисигути «Ямасэн».

## Сюжет
Япония. 1925 год. Правительство принимает закон об «общественном порядке» и комендантском часе. Этот закон был принят дабы предотвратить социальную и политическую эмансипацию рабочего класса и против распространения «красной чумы» — коммунизма. Профессор биологии Сэндзи Ямамото, один из видных прогрессивных деятелей 1920-х годов считает, что посредством организации полового воспитания и контроля над рождаемостью могут быть решены многие проблемы сельского населения. Однако милитаристские чиновники не дают ему покоя, начав организованную кампанию травли и дискредитации против профессора. Ямамото вступает также в конфликт с университетским начальством, из-за чего вынужден оставить преподавательскую и научную работу, но он продолжает вести большую просветительную работу среди рабочих и крестьян, помогая им бороться за свои права. Реакционные силы, напуганные его деятельностью, подсылают к нему наёмных убийц.
Только в 1946 году, через 18 лет после его убийства, друзья и товарищи учёного, томившиеся в тюрьмах, смогли почтить память Сэндзи Ямамото.

## В ролях
- Цутому Симомото — Сэндзи Ямамото
- Мисако Ватанабэ — Тио, его жена
- Итиро Накая — Хонда
- Икуко Тани — Нобу
- Дзюкити Уно — Тани
- Кадзуо Токуда — Эйдзи Ямамото
- Сёити Одзава — Киёси
- Тэруко Киси — Саки
- Кикуэ Мори — тётя Такии
- Тёдзюро Каварасаки — Осафунэ
- Масао Мисима — сержант
- Эйтаро Одзава — Огами
- Эйдзиро Тоно — Камэмацу Ямамото

## Премьеры
- — национальная премьера фильма состоялась 8 ноября 1960 года[1].
- — фильм демонстрировался в советском кинопрокате с июня 1963 года[комм. 1][2].

## Награды и номинации
Премия журнала «Кинэма Дзюмпо» (1961)
- Номинация на премию за лучший фильм 1960 года (по результатам голосования 8-е место).

## Комментарии
1. ↑  В советском прокате фильм демонстрировался с июня 1963 года, р/у Госкино СССР № 1221/62 (до 1 октября 1967 года) — опубликовано: «Аннотированный каталог фильмов выпуска 1963 года. «Искусство», М.-1964, стр. 10.